# Discalma subcurvaria
Discalma subcurvaria är en fjärilsart som beskrevs av Paul Mabille 1897. Discalma subcurvaria ingår i släktet Discalma och familjen mätare. Inga underarter finns listade i Catalogue of Life.